# Frimureriets historia
Frimureriets historia studerar formation, utveckling och skeenden i de ordenssystem som går under beteckningen frimureri. 
Frimureriets historia delas vanligen in i två huvuddelar; före och efter bildandet av Storlogen i London och Westminster år 1717. Innan denna tidpunkt är frimureriets historia inte helt klar och förklaras därför ofta utifrån teorier och legender. Efter bildandet av Storlogen i London och Westminster är dock historien mycket väl dokumenterad och kan spåras genom de hundratals storloger som snabbt bildades världen över.
På senare år har frimurerisk forskning fått ökad uppmärksamhet, bland annat genom bildandet av forskningsloger inom frimureriet, dels genom akademiska studier, till exempel genom Centre for Research into Freemasonry and Fraternalism vid Universitetet i Sheffield.
En ny dimension av frimurerisk historia har belysts genom studier av frimureriets betydelse för utvecklingen i Europa och USA under 1700-talet.

## Frimureriet fram till 1700-talet

### Teorier kring det spekulativa frimureriets ursprung

Ett försök att åskådliggöra den vision av ett framtida tempel som finns i bibelboken Hesekiel.

I dess rituella kontext utgörs frimureriets grundande av en allegorisk myt: ett brödraskaps grundläggande och byggande av Salomos tempel.
Frånsett myten är avsaknaden av dokumentation kring frimureriets ursprung uppenbar. Detta har lett till omfattande diskussioner mellan historiker och historierevisionister, både inom och utom frimureriet. Hundratals böcker har skrivits i ämnet och mycket av innehållet i dessa böcker är rena spekulationer. Frimureriets verkliga ursprung är sannolikt omöjligt att klarlägga.
Ett litet antal källor pekar på möjligheten att frimureriet uppstod under medeltiden och grundade sig på de hyttor (på engelska lodge, loge), som bildades av murare i samband med uppförande av de stor katedralerna i syfte att utbilda nya murare och bevara värdefulla kunskaper.
Andra källor ifrågasätter uppgiften att murarna verkligen bildade gillen och hävdar att idén att frimureriet verkligen utvecklades från dessa är en banal myt, vilken grundar sig på det faktum att frimureriet använder murarkonsten som huvudsaklig ingrediens i sin symbolik.
Oavsett vilket fortsätter frimureriets ursprung att intressera och förbrylla historiker. 
Frimureriets upphov har bland annat tillskrivits Kung Salomo och byggandet av dennes tempel i Jerusalem, Euklides, Pythagoras, Moses, esséerna, culdéerna, druiderna, romerna eller Rosencreuzarna, för att inte glömma Noas intellektuella arvingar.  Bland de mera populära teorierna märks den som säger att frimureriet är en utlöpare från grekisk-romerska mysteriekulter  att det är en hävdvunnen utveckling av de medeltida murarskråna, eller att den är en direkt avkomma till Tempelherreorden.
Andra, mindre kända teorier omfattar:
- Uppförandet av Rosslyn Chapel i Skottland (1440–1490) utgjorde länken mellan Tempelherreorden och frimureriet. Enligt denna teori skapades frimureriets första grad och Order of Mark Master Masons av William Sinclair, den person som hävdas ha varit den förste Stormästaren och frimureriets grundare.[9]
- Frimureriet är en intellektuell arvtagare till de romerska collegierna.[10]
- Frimureriet är en intellektuell arvtagare till Comacinermästarna.[11]
- Frimureriet uppstod framförallt ur de tyska Steinmetzen eller de franska Compagnonage.[2]
- Frimureriet skapades av Francis Bacon, Oliver Cromwell, eller av tronpretendenterna i Huset Stuart.[2]
- Frimureriet är en följd av Sir Christopher Wrens arbete med ombyggnationen av St. Paul's Cathedral.[2]

### Begreppet frimurare
De medeltida frimurarna kallades ibland "frimurare" Historiker har föreslagit flera olika alternativ till begreppets ursprung:
- Från den franska termen Franc Maçon, en murare som arbetade i en hytta (loge) som fått exklusiv rätt av Kyrkan att arbeta på kyrkans mark och anläggningar och som befriats från myndigheternas beskattning och/eller regelverk.[13]
- Från den franska termen Frère Maçon, vilket betyder "broder murare"
- Från begreppet fria män, det vill säga män som inte var trälar eller kontraktsbundna och som därför kunde röra sig fritt mellan olika byggplatser
- Från att arbeta i "freestone," en typ av sten som bryts och används för byggnadsverk och som givit upphov till termen Freestone Masons.[14]

### Tiden fram till 1717

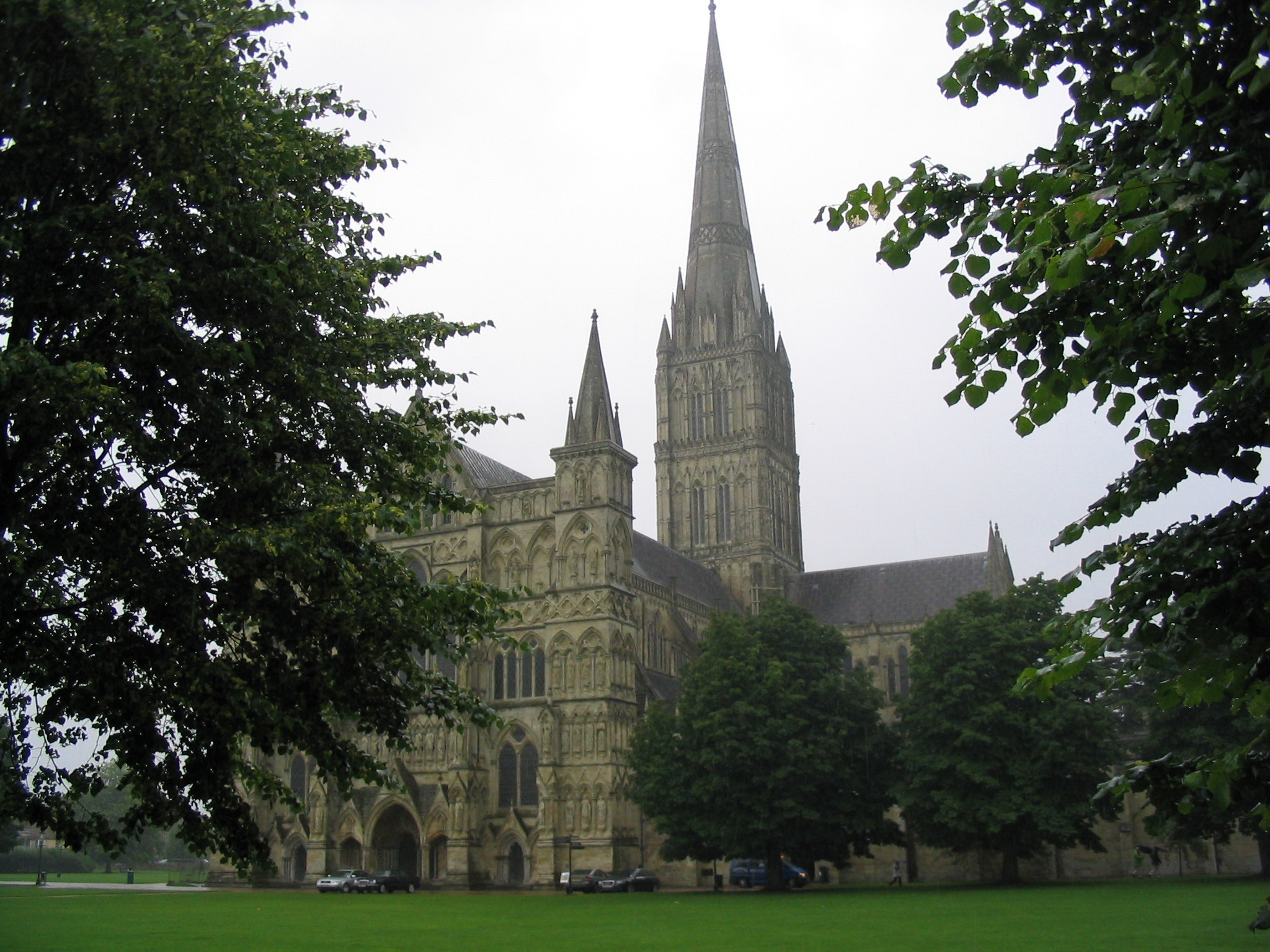
Katedralen i Salisbury

Frimureriets tidiga utveckling har två huvudsakliga tillväxtspår:
- Del 1. Operativt eller praktiskt frimureri, förknippat med hantverksskråna. De rituella inslagen är enkla och det finns inga bevis som stöder förekomsten av mera djupgående filosofiska inslag.
- Del 2. Frimureriet under den senare delen av 1500-talet och in på 1600-talet. Bevarat arkivmaterial från skotska loger från 1630-talet, visar på en gentrifieringsprocess, en övergång från operativt till spekulativt frimureri som stöds av ett ökat antal medlemmar utan hantverkarbakgrund.[16] Det finns nästan inga källor till det engelska frimureriet före grundandet av storlogen 1717. Den rent spekulativa ritual och de föredrag som skrivits av William Preston (1742–1818) visar på en ökande användning av Upplysningstidens filosofi.[17]

En av de trovärdiga källor som visar på frimureriets uråldriga historia är Halliwellmanuskriptet eller Regiusdikten — daterad till sent 1300-tal till 1400-talets mitt. Dokumentet refererar till flera begrepp och fraser liknande de som förekommer inom frimureriet. Manuskriptet i sig tycks vara en utveckling av ett tidigare dokument till vilket det hänvisar.
Matthew Cooke-manuskriptet, ett icke daterat manuskript och utkast till författning som härstammar från mitten av 1400-talet, är det äldsta av de så kallade Gothic constitutions. Den första lagfästa förekomsten av ordet "frimurare" i England finns i  Statutes of the Realm som nedtecknades 1495 under Henrik VI:s regeringstid, även om den arkaiska termen "frank mason" hade använts femtio år tidigare. Innan dess hade termen "ffre Masons" använts 1376 som referens till "Company of ffre Masons," ett av många hantverksskrån i London.
Från 1583, årtalet för Grand Lodge-manuskriptet, ökar antalet dokumenterade källor. Schaws lagar från 1598–99 var den källa som användes för att förklara den skotska logen Lodge Mother Kilwinnings precedens över Lodge of Edinburgh (Mary's Chapel) i Edinburgh. Dessa beskrivs som Head och Principal, ungefär stor- respektive arbetsloge. Efter oenighet om logernas numrering då den skotska storlogen Grand Lodge of Scotland (GLS) bildades, numreras Kilwinning som Lodge Mother Kilwinning Number 0 (där "noll" uttalas och uttyds "Nothing"), GLS. Tämligen snart därefter erhöll Sir William St. Clair (senare Sinclair) of Roslin (Rosslyn), ett konstitutionsbrev i vilket han tillåts köpa ledningen över ett antal loger i Edinburgh med omgivningar. Detta kan utgöra grunden till de myter som omger Rosslyn Chapel.
Halliwell- respektive Cookemanuskripten är skrivna på de dialekter som vid denna tid förekom i västra och sydvästra England och kan ha skrivits för den byggnadshytta och murarskola som kopplas till uppförandet av katedralen i Salisbury.
De tidiga, praktiskt arbetande frimurarna var till skillnad från nästan alla européer, förutom prästerskapet, fria, det vill säga obundna till den trakt där de föddes. De olika kunskaper som behövdes då man uppförde komplexa byggnadsverk i sten, särskilt kyrkor och katedraler, möjliggjorde för skickliga murare att resa och söka arbete var de ville. De höll till i en tillfällig byggnad, en byggnadshytta eller loge, som låg i anslutning till den byggnad man uppförde. I logen bodde och sov man samt fick sina arbetsuppgifter tilldelade av byggmästaren. För att kunna bibehålla denna frihet krävdes ingående och exklusiv kunskap om ämbetet. Eftersom en lärling gradvis utbildades av en mästare kopplade den senare moraliska värderingar till utbildningen och verktygen och band på så sättet lärlingen till sina ämbetsbröder och till hantverket. 
Frimureriets övergång från ett hantverksgille med praktiskt arbetande murare till ett brödraskap av spekulativt arbetande och intagna gentlemän inleddes i Skottland under det tidiga 1600-talet. Den första dokumenterade uppgiften om en icke-murares närvaro vid en logesammankomst återfinns i arkivet hos Lodge of Edinburgh (Mary's Chapel) och är daterad till 8 juni 1600. Här framgår att John Boswell, Laird of Aucheinleck, närvarade vid sammankomsten. Det finns emellertid inte någon uppgift om Boswells reception. Mötet den 8 juni var inte en vanlig logesammankomst, utan en frimurerisk prövning av en medlem, och Boswell kan ha varit närvarande i någon annan egenskap än som medlem av logen. Den första dokumenterade receptionen av en icke-murare återfinns även den i handlingar från Lodge of Edinburgh (Mary's Chapel), daterade 3 juli 1634, då Högvälborne Lord Alexander erhöll medbrodersgraden.  Den första dokumenterade receptionen utanför England är från 1641 då Sir Robert Moray upptogs i Lodge of Edinburgh (Mary's Chapel) i Newcastle.
Från början av 1600-talet återfinns referenser till frimureriet i dagböcker och privata anteckningar. Elias Ashmole (1617–1692) blev frimurare 1646 och nämner att han närvarade vid flera logesammankomster. En ökad utbredning av frimureriet märks mellan tiden för Ashmoles noteringar och 1717, då fyra engelska loger som höll sammankomster på restauranger i London, gick samman och bildade storlogen Grand Lodge of London, numer känd som United Grand Lodge of England. De hade hållit logesammankomster i Cheshire Cheese Tavern, Apple-Tree Tavern, Crown Ale-House inte långt från Drury Lane, Goose and Gridiron vid St. Paul's Church Yard, och Rummer and Grapes Tavern i Westminster.
I och med bildandet av den första storlogen övergick frimureriet från att vara en obskyr, relativt privat företeelse till att bli en allmänt uppmärksammad verksamhet. Under åren efter 1717 bildades flera storloger i hela Europa. Hur mycket av denna spridning som utgjordes av frimureriet i sig, och vad som kom sig av en ökad allmän kunskap om tidigare privatloger, är osäkert.

### Den första storlogen i London
Engelska frimurarhistoriker lägger stor vikt vid datumet 24 juni 1717 (Johannes Döparens dag) då fyra Londonloger sammanträdde på puben Goose and Gridiron Ale House i S:t Paul’s Church Yard och grundade vad man kallade Storlogen i London och Westminster.  Även om frimureriet hade funnits i England åtminstone sedan mitten av 1600-talet och i Skottland sedan Schaws lagar från 1598–1599, anses traditionellt grundandet av en permanent storloge i London vara det moderna frimureriets begynnelse.

### AndersonsConstitutions
År 1723 skrev och publicerade James Anderson en samling regler för storlogen Storlogen i London och Westminster. Syftet var att skapa en enhetlig och gemensam ritual för de frimurarloger i London och Westminster som lydde under denna storloge. The Constitutions of the Moderns togs i bruk och trycktes på nytt i Philadelphia år 1734 av Benjamin Franklin, som samma år utsågs till stormästare för frimurarna i Pennsylvania.
Förutom att fastställa de regler efter vilka brödraskapet skulle ledas, innehöll Andersons Consitutions också frimureriets historia, som sades vara uråldrig. Han spårade brödraskapets historia över de medeltida hantverksskråna, via olika romerska och grekiska byggmästare och matematiker, tillbaka till biblisk tid. Så gott som omedelbart efter att verket publicerats började historiker plocka isär Andersons historia och visade på dess omfattande felaktigheter. Till exempel påstod Anderson att det fanns en frimurarloge i York år 926, som skulle ha erhållit ett konstitutionsbrev av kung Athelstan av England. Emellertid var York vid den tiden styrt av danska vikingar. Ett annat exempel är att Anderson hävdar att Pythagoras bodde i Egypten vid tiden för byggandet av Salomos tempel, vilket dock uppfördes hundratals år innan Pythagoras födelse. 
Numer är det bevisat att Andersons historia till stor del grundar sig på myter och legender och anses därför inte särskilt trovärdig.  Fortfarande förekommer dock att Andersons påståenden citeras som stöd för att frimureriet skulle ha en flertusenårig historia.

### Mästargraden skapas
Någon gång efter 1725 togs en tredje grad i bruk i Londonlogerna, mästargraden. Dess ursprung är okänt. Även om den kan vara äldre än de tillgängliga källorna antyder, dyker det inte upp i arkiven förrän i april 1727, även om en formell redogörelse inte återfinns i något logearkiv förrän i mars 1729. 
Redogörelser för frimureriska ritualer, vilka framkommer från 1723, talar dock bara om två grader tills Samuel Pritchard år 1730 publicerar Masonry Dissected i vilken han berättar om alla tre graderna. Mästargraden blev dock inte officiellt antagen innan den engelska storlogen antog Andersons reviderade Constitutions år 1738.

### StorlogernaAntientsochModerns
Under den nya engelska storlogens första år var det många loger som inte anslöt sig till storlogen. Dessa frimurare och deras loger kallades Gamla frimurare (Old Masons), Johannesfrimurare eller Johannesloger (St. John Masons respektive St. John Lodges).
Som en protest mot Grand Lodge of Englands ökade inflytande grundades 1725 en storloge i York som tog sig namnet Grand Lodge of All England. Under 1730- och 1740-talen ökade animositeten mellan Londonlogen och Grand Lodges of Ireland and Scotland. De irländska och skotska frimurare som bodde i London och besökte storlogen ansåg att den fjärmat sig alltför mycket från det ursprungliga och uråldriga frimureriet. Ett resultat av detta var att dessa frimurare kände sig mer befryndade med de loger som inte anslutit sig till storlogen. En av orsakerna var att man ansåg att storlogen var alltför aristokratisk till sin natur.
17 juli 1751 samlades representanter från fem loger på puben Turk's Head på Greek Street i Soho och grundade en ny storloge för London; The Most Antient and Honourable Society of Free and Accepted Masons. De ansåg att de arbetade enligt en äldre och därmed mer äkta ritual och kallade vanligen sin loge The Antients' Grand Lodge, eller The Antients (ungefär De Gambla). Man valde att referera till den andra logen med det i sammanhanget något pejorativa uttrycket The Moderns, (ungefär De Nya) och dessa två kortformer kom att fastna och bli allmänt använda. Laurence Dermott skrev nya allmänna lagar för The Antients och kallade dessa Ahiman Rezon.
En illustration till hur djup splittringen var utgörs av historien om Benjamin Franklin. Han var medlem av en loge i Philadelphia och under sin vistelse i Frankrike blev han 1779 Ordförande Mästare i den franska logen Les Neuf Sœurs, en post till vilken han valdes på nytt året efter. När han återvände till USA upptäckte han att den amerikanska logen hade bytt lojalitet till och även fått ett nytt konstitutionsbrev från storlogen The Antients. Franklin erkändes inte längre som frimurare och vägrade att ge honom frimureriska hedersbetygelser vid hans begravning
Under många år gick denna sextiotvå år långa uppdelning i två engelska storloger under namnet "Den stora frimureriska schismen", The Great Masonic Schism. En del källor hävdar att schismen berodde på den ändring av lösen som gjordes 1738–1739 av Premier Grand Lodge. Forskaren i frimureri, Robert Gould, kallar i sitt verk History of Freemasonry (1885) the Antients för "splittrare". Emellertid visade bibliotekarien vid Grand Lodge of England, Henry Sadler, i sin bok Masonic Facts and Fictions (1887) att the Antients grundades 1751 av i första hand irländska frimurare som bodde och arbetade i London och att man aldrig hörde samman med den äldre storlogen. 72 av de första 100 namnen i the Antients matrikel var irländska. År 1776 kallas de av storsekreteraren i the Moderns för "Den irländska delen (De Gambla Murarna, som de kallar sig själva)". På detta sätt begravdes myten om "den stora frimureriska schismen" i engelskt frimureri.

### Tidigt frimureri i USA (1733–1799)
År 1733 utfärdade Henry Price, provinsialmästare i Nordamerika för den engelska storlogen, ett konstitutionsbrev för en grupp frimurare i Boston. Logen döptes sedan till St. John's Lodge och var den första formellt konstituerade logen i USA. 

## Frimureriets roll under Upplysningstiden
Frimureriets roll i 1700-talets upplysningstid är föremål för diskussion mellan forskare. Ett läger hävdar att frimureriet spelade en viktig roll genom sitt inflytande på Upplysningstidens tänkande, genom att marknadsföra Upplysningens ideal och genom att sprida dessa ideal i Storbritannien, Frankrike och annorstädes.   Andra forskare håller inte med, utan hävdar att frimureriet spelade en obetydlig, om ens någon, roll i Upplysningen.

## 1800-talet

### 1813 års förening
Premier Grand Lodge of England och Antient Grand Lodge of England slogs samman till United Grand Lodge of England (UGLE) 
27 december 1813 (Johannes Döparens dag), genom dokumentet The Articles of Union med 21 paragrafer. I dokumentet redovisas de båda logernas viktigaste ståndpunkter. En särskild loge, The Lodge of Promulgation, hade grundats 1809 av the Moderns med syftet att sprida frimureriska landmärken, samtidigt som man skulle utbilda och förhandla med medlemmarna i de båda logerna för att kunna avveckla de ändringar och nymodigheter som the Moderns genomfört. Föreningen innebar att the Antients ritualer och arbetsformer bekräftades och the Moderns ritualer reviderade därför i stor utsträckning. En av de viktigaste förändringarna var att man ändrade den andra paragrafens hänvisning till Royal Arch Degree såsom den inkluderats i den tredje graden, mästargraden, en företeelse som alltid varit speciell för logerna som lydde under the Antients. Efter föreningen skapade logen  Lodge of Reconciliation (1813–1816) för att slutföra arbetet med att ändra ritualen så att den skulle passa båda sidor i den nybildade storlogen. År 1823 bildades logen Emulation Lodge of Improvement.
I och med föreningen skapade man också en ny konstitution som grundades på Anderson's Constitutions och Ahiman Rezon. Både Antients och Moderns hade broderloger över hela världen och eftersom många av dessa loger fortfarande finns varierar ritualen stort, även om alla erkänner varandra som lagliga frimurarloger.

### Fallet Morgan och nedgången inom amerikanskt frimureri (1826–ca 1850)
År 1826 försvann William Morgan från Batavia i New York efter att ha hotat att avslöja frimureriska hemligheter. Morgans försvinnande orsakade ett rykte att han mördats av frimurare, men vad som egentligen hände har aldrig helt kunnat bevisas. Morgans försvinnande och de förhållandevis milda straff som utdömdes vållade protester och anklagelser mot frimurare i hela landet, särskilt i New York och intilliggande delstater.
Under Thurlow Weeds ledarskap växte en frimureri- och Andrew Jackson-kritisk rörelse till att bli ett politiskt parti, Anti-Masonic Party. Med stöd från bland annat William H. Seward försökte Weed bli president 1828. Partiets inflytande var så stort att konkurrenter till Jackson, till exempel John Quincy Adams, fördömde frimureriet. År 1847 skrev Adams en vida spridd bok med titeln Letters on the Masonic Institution, ett verk mycket kritiskt till frimureriet. År 1832 lanserade partiet åklagaren William Wirt som sin kandidat till presidentposten. Detta var emellertid något ironiskt eftersom Wirt var frimurare och till och med höll ett tal vid en partikongress där han försvarade frimureriet. Partiet finns endast sju elektorsröster. Tre år senare var partiet upplöst i alla delstater utom i Pennsylvania, bland annat eftersom helt andra politiska frågor, som till exempel slaveriet, hade hamnat i fokus.

### Frimureri under det amerikanska inbördeskriget
Det amerikanska frimureriet led ett svårt avbräck i och med fallet Morgan och under inflytandet av den antifrimureriska rörelsen under 1830-talet. Under senare delen av 1850-talet ökade dock intresset för frimureriet och antalet medlemmar, vilket hade varit som lägst då Anti-Masonic Party var som starkast, började åter stiga. Vid tiden för det amerikanska inbördeskriget hade medlemsantalet stigit från 66 000 till 200 000 medlemmar fördelade på 5000 loger i landet. Denna ökning av antalet medlemmar kan delvis förklara de många berättelser från kriget om hur frimurare på båda sidor räddade skadade fiendesoldater då dessa identifierade sig som frimurare. Krigshistorien innehåller även berättelser om hur frimurare begravt sina bröder vid jordfästningar med frimureriska inslag, samt hur man givit krigsfångar som var frimurare sjukvård och bättre behandling. 

### Frimurarna och Pariskommunen

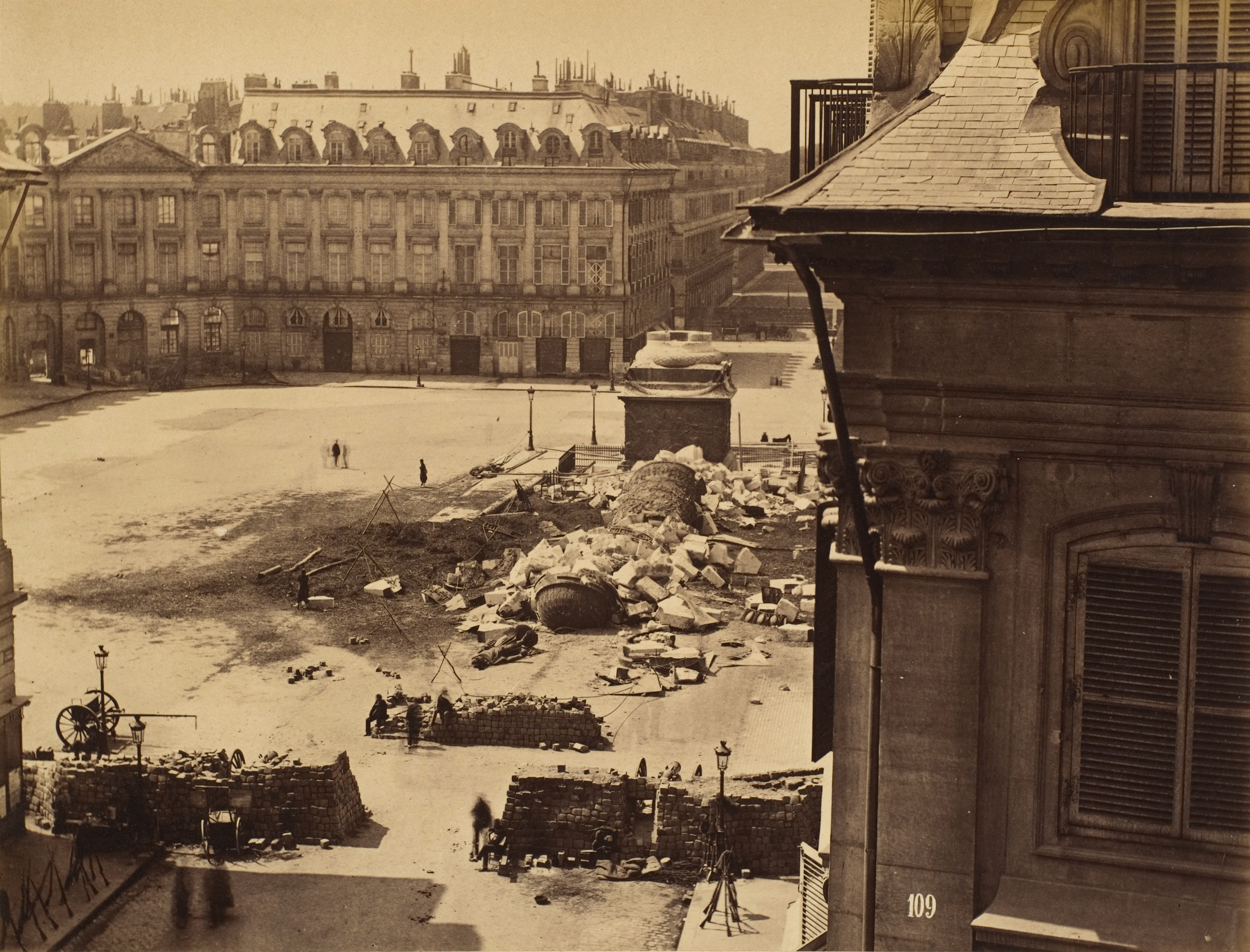
Vendômekolonnen vältes under Pariskommunen.

Under 1800-talet blev franskt frimureri allt mer politiskt engagerat. Enligt Ernest Belfort Bax var frimurare ansvariga för det sista allvarliga försöket att nå försoning mellan Versailles och Pariskommunen 21 april 1870. De fick ett kyligt mottagande av Adolphe Thiers som försäkrade dem att, även om Paris var utsatt för förstörelse och slakt, skulle lag råda. Han höll sitt ord. 
Några dagar senare beslöt frimureriet vid ett allmänt möte att göra gemensam sak med kommunen. 29 april slöt 10 000 bröder från 55 loger upp och marscherade till Hôtel de Ville under ledning av sina stormästare i full ornat och under logernas baner. 
Ett iögonfallande inslag var Vincennes baner med texten "Älska varandra" i röd text på vit bakgrund. En luftballong skickades upp och från denna kastades flygblad med frimurarnas manifest ut med jämna mellanrum. Tåget slingrade sig genom gatorna och Champs Elysées till Triumfbågen där baneren sattes upp på barrikaderna. Då man såg den vita flaggan på Porte Maillot slutade Versaillespartiet att skjuta och dess chef, själv frimurare, tog emot en deputation av bröder och föreslog en sista vädjan till Versailles. Man enades om detta, men mottagaren lyssnade knappt på envoyéerna och vägrade diskutera möjligheten till eld upphör. 
Denna sista och formella vädjan som tillbakavisades gjorde att frimurarna definitivt tog parti för Pariskommunen.

### Schismen 1877
Frimureriet hamnade i en stor kris 1877, då den franska storlogen Grand Orient de France (GOdF) utan reservationer började anta ateister och därtill erkände både kvinnligt frimureri och samfrimureri. United Grand Lodge of England (UGLE) förklarade detta vara irreguljärt och ett allvarligt brott mot uråldriga frimureriska fundamenta. UGLE drog tillbaka sitt erkännande av GOdF.  Majoriteten storloger i världen, särskilt de i den engelsktalande sfären, följde UGLE. En minoritet, huvudsakligen i Europa och Sydamerika följde GoDF. Frimureriet delades följaktligen i en angloamerikansk och en kontinental del. 
Spänningen mellan de båda frimurarsystemen ökade eftersom franska frimurare såg det som naturligt att diskutera religion och politik vid logesammankomsterna, något som var och är absolut otänkbart i en angloamerikansk loge där sådana diskussioner är och var totalförbjudna.
Schismen överbryggades tillfälligt (mer eller mindre officiellt), särskilt under första världskriget då amerikanska frimurare ville besöka franska loger.

#### Schismens bakgrund
Vad gäller krav på en tro säger den äldsta konstitutionen, James Andersons Constitutions of the Free-Masons från 1723, om en frimurare: "om han rätteligen förstår Konsten, blir han aldrig en okunnig Ateist ej heller en ogudaktlig Libertin".  Det enda formella kravet var att de "bara [skulle] förpliktiga sig till den religion till vilken alla män bekänner sig och hålla sina egna Åsikter för sig själva".
År 1815 ändrade den då nykonstituerade UGLE texten som kom att lyda: "Låt en mans religion eller åkallan vara vad den vill, han är inte utesluten ur orden förutsatt att han tror på den lysande byggmästaren av himmel och jord och utövar moralens heliga plikt".
År 1849 följde GOdF i UGLE:s spår och antog kravet på en "Högsta makt", men efter påtryckningar från Latinamerika ändrade man sig igen och antog det alternativa namnet "Skapelsens princip". Detta var emellertid inte tillräckligt för GOdF och 1877 återtog man Andersons ursprungliga formulering från 1723. De skapade också en alternativ ritual som inte direkt refererade till en gudom, men med hänvisning till Hela Världens Store Byggmästare. Denna nya ritual ersatte inte de äldre, men lades till som ett alternativ, detta eftersom det liberala frimureriet i allmänhet inte begränsar sig till en enskild ritual. Istället erbjuder man en serie olika ritualer från vilken anslutna loger kan välja.

### Taxils bedrägeri
Mellan 1885 och 1897 drev Léo Taxil ett bluffspel mot såväl frimureriet som katolska kyrkan i vilket han gjorde allt mer fantastiska påståenden om frimureriet. 19 april 1897 kallade han till en presskonferens och hävdade att han där skulle presentera "författaren" till sina böcker för pressen. Istället meddelade han att hans avslöjanden om frimureriet var fiktiva. Taxils material används, trots detta, fortfarande på en del anti-frimureriska webbplatser.

## 1900-talet

### Frimureri i totalitära regimer (1900–framåt)
Många totalitära regimer, till exempel fascistiska, nazistiska och socialistiska, har behandlat frimureriet som en möjlig källa till opposition på grund av frimureriets hemlighetsfulla natur och internationella kopplingar. Regimerna har också sett med misstänksamhet på frimureriets förespråkande av religiös och politisk tolerans genom sin symbolik. Frimureriska forskare hävdar att det språkbruk som historiskt använts av totalitära regimer för att kritisera frimureriet liknar det moderna språkbruk som en del av dagens kritiker använder.

### Översättning
Den här artikeln är helt eller delvis baserad på material från engelskspråkiga Wikipedia.